# Linhas de Nasca
Linhas de Nasca ou Nazca são um grupo de grandes geoglifos feitos no solo do deserto de Sechura no sul do Peru. Eles foram criados pela cultura nasca entre os anos 500 a.C. e 500 d.C. por pessoas fazendo depressões ou incisões rasas no solo do deserto, removendo seixos e deixando pó de cores diferentes exposto.
A maioria das linhas cruza a paisagem, mas também há desenhos figurativos de animais e plantas. Os desenhos de geoglifos figurativos individuais medem entre 0,4 e 1,1 km  transversalmente. O comprimento combinado de todas as linhas é superior a 1 300 km e o grupo cobre uma área de cerca de 50 km2. As linhas têm normalmente de 10 a 15 cm de profundidade. Elas foram feitos removendo a camada superior de seixos revestidos de óxido de ferro marrom-avermelhado para revelar um subsolo amarelo-acinzentado. A largura das linhas varia consideravelmente, mas mais da metade tem pouco mais de um terço do metro de largura. Em alguns lugares, podem ser apenas 30,5 cm de largura e em outros chegam a 1,8 m de largura.
Algumas das linhas formam formas que são melhor vistas do ar (~ 500 m), embora eles também sejam visíveis dos contrafortes e outros lugares altos. As formas são geralmente feitas de uma linha contínua. As maiores têm cerca de 370 m de comprimento. Devido ao seu isolamento e ao clima seco, sem vento e estável do planalto, as linhas foram preservadas naturalmente. Mudanças extremamente raras no clima podem alterar temporariamente os projetos gerais. Em 2012, as linhas teriam se deteriorado por causa do fluxo de invasores.
Os números variam em complexidade. Centenas são linhas simples e formas geométricas; mais de 70 são desenhos zoomórficos, como beija-flor, aranha, peixe, condor, garça, macaco, lagarto, cachorro, gato e um ser humano. Outras formas incluem árvores e flores  Os estudiosos diferem na interpretação do propósito dos projetos, mas, em geral, eles atribuem um significado religioso a eles. Eles foram designados em 1994 como Patrimônio Mundial pela UNESCO. O planalto alto e árido se estende por mais de 80 km (50 mi) entre as cidades de Nasca e Palpa nos Pampas de Jumana, aproximadamente 400 km ao sul de Lima. A estrada PE-1S Panamericana Sur corre paralelo a ele. A concentração principal de desenhos está em um retângulo de 10 por 4 km ao sul do povoado de San Miguel de la Pascana. Nesta área, os geoglifos mais notáveis são visíveis.

## Redescoberta

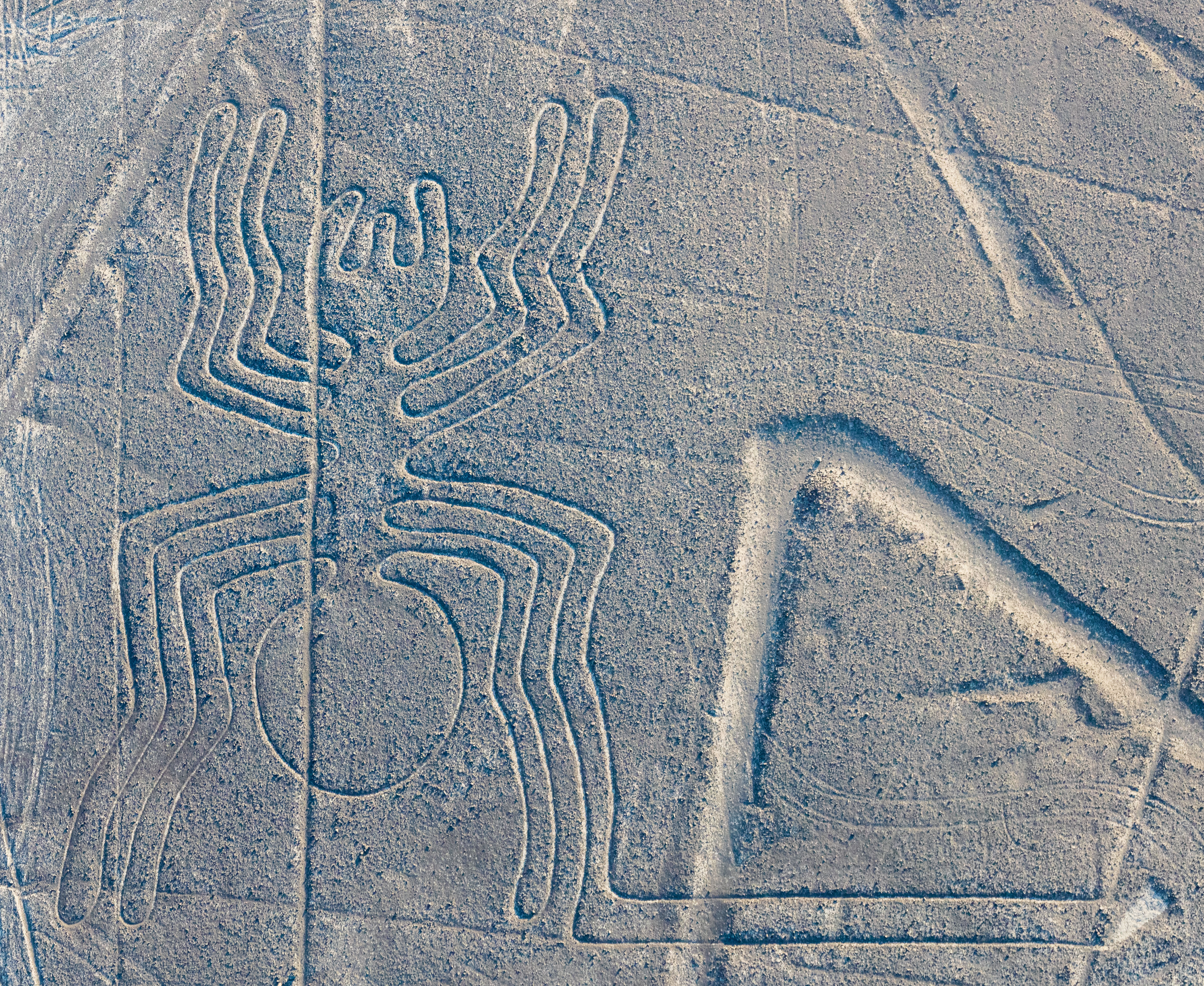
A aranha

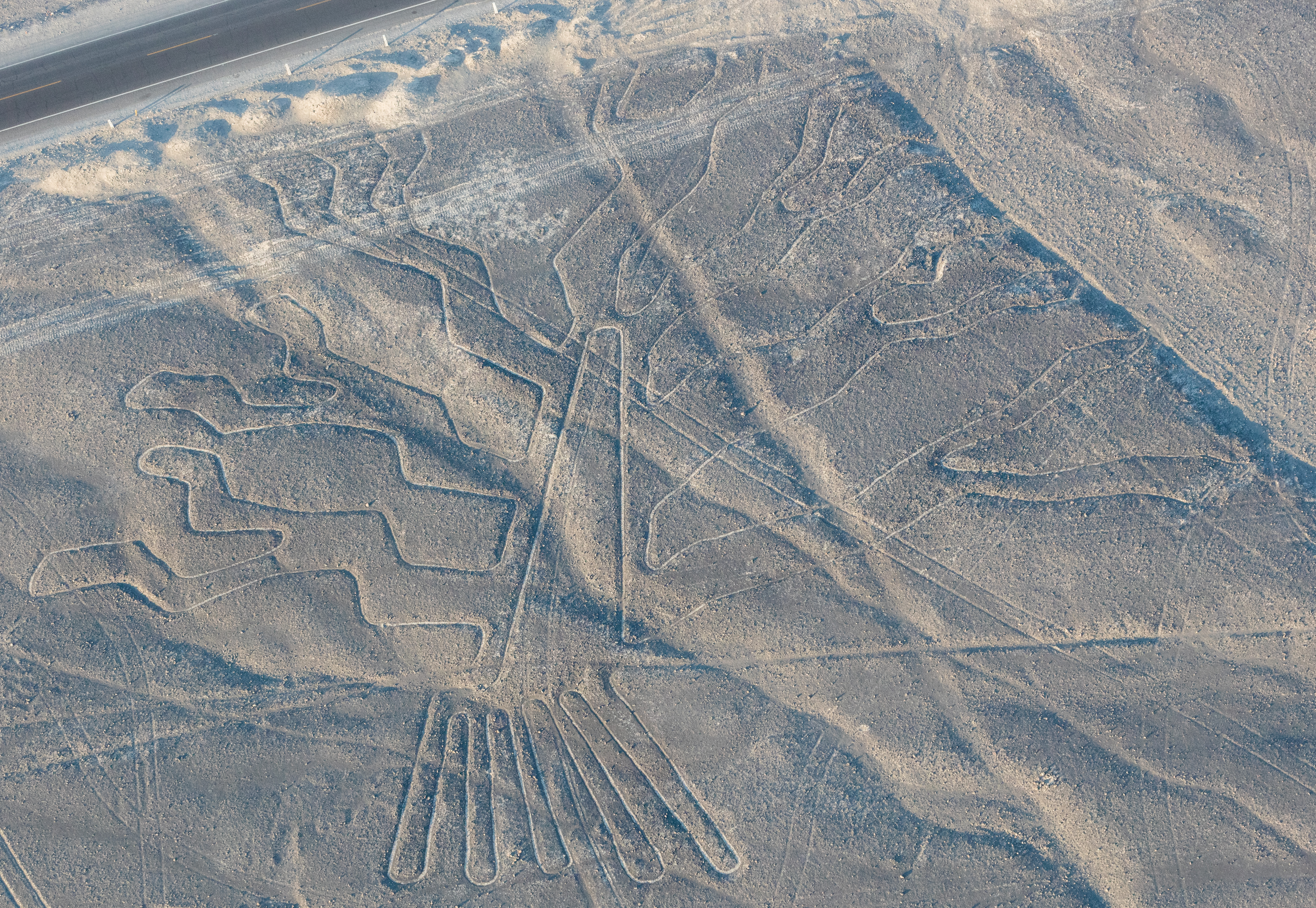
A árvore

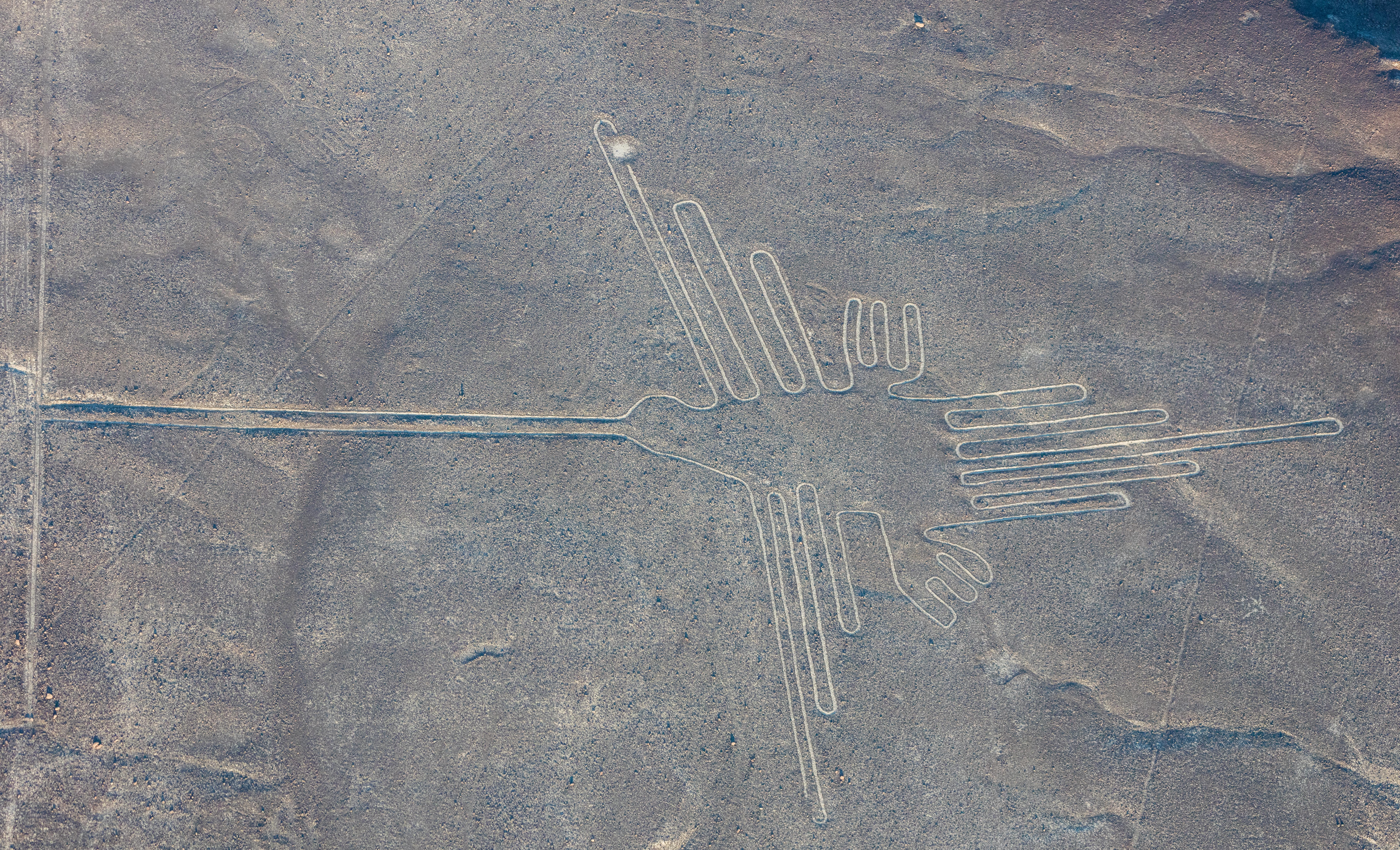
O colibri

A primeira menção publicada das Linhas de Nasca foi feita por Pedro Cieza de León em seu livro de 1553 e ele as descreveu como marcadores de trilhas.
Em 1586, Luis Monzón relatou ter visto ruínas antigas no Peru, incluindo vestígios de "estradas".
Embora as linhas fossem parcialmente visíveis das colinas próximas, os primeiros a relatá-las no século XX foram os pilotos civis e militares peruanos. Em 1927, o arqueólogo peruano Toribio Mejía Xesspe as avistou enquanto ele caminhava pelo sopé. Ele falou sobre elas em uma conferência em Lima em 1939.
Joe Nickell, um investigador estadunidense do paranormal, de artefatos religiosos e de mistérios populares, reproduziu as figuras no início do século XXI usando as mesmas ferramentas e tecnologia que estariam disponíveis para o povo nasca. Ao fazer isso, ele refutou a hipótese de 1969 de Erich von Däniken, que sugeriu que "antigos astronautas" haviam construído essas obras. A Scientific American caracterizou o trabalho de Nickell como "notável em sua exatidão" quando comparado às linhas existentes. Com planejamento cuidadoso e tecnologias simples, Nickell provou que uma pequena equipe de pessoas poderia recriar até mesmo as maiores figuras em poucos dias, sem qualquer assistência aérea.
Os nasca usaram essa técnica para "desenhar" várias centenas de figuras animais e humanas simples, mas enormes e curvilíneas. No total, o projeto de terraplenagem é enorme e complexo: a área que abrange as linhas é de cerca de 450 km², e as maiores figuras podem abranger quase 370 m.
A descoberta de duas novas pequenas figuras foi anunciada no início de 2011 por uma equipe japonesa da Universidade de Yamagata. Uma delas se assemelha a uma cabeça humana e é datada do período inicial da cultura nasca ou anterior. A outra, sem data, é um animal. A equipe realiza trabalho de campo lá desde 2006 e, em 2012, encontrou aproximadamente 100 novos geoglifos. Em março de 2012, a universidade anunciou que abriria um novo centro de pesquisas no local em setembro de 2012, relacionado a um projeto de longo prazo para estudar a área pelos próximos 15 anos.
Um artigo de junho de 2019 na revista Smithsonian descreveu o trabalho recente de uma equipe multidisciplinar de pesquisadores japoneses que identificaram/reidentificaram alguns dos pássaros retratados. Eles observam que os pássaros são os animais mais frequentemente descritos nos geoglifos. A equipe acredita que algumas das imagens de pássaros que os pesquisadores anteriores presumiram ser espécies indígenas se assemelham mais a pássaros exóticos encontrados em habitats não desérticos. Eles especularam que "a razão pela qual pássaros exóticos foram retratados nos geoglifos em vez de pássaros indígenas está intimamente relacionada ao propósito do processo de gravação."
A descoberta de 143 novos geoglifos e na área circundante foi anunciada em 2019 pela Universidade de Yamagata e pela IBM do Japão. Um deles foi encontrado usando métodos baseados em aprendizado de máquina.
Linhas formando um gato foram descobertas em uma colina em 2020. A figura está em uma encosta íngreme sujeita à erosão, explicando por que ela não havia sido descoberta anteriormente até que os arqueólogos revelaram cuidadosamente a imagem.

## Propósito

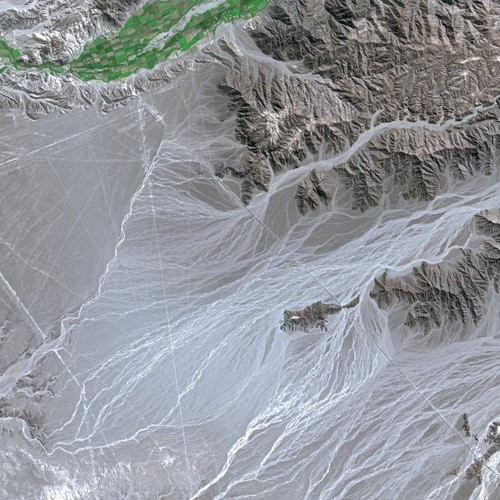
Linhas de Nazca vistas do satélite SPOT

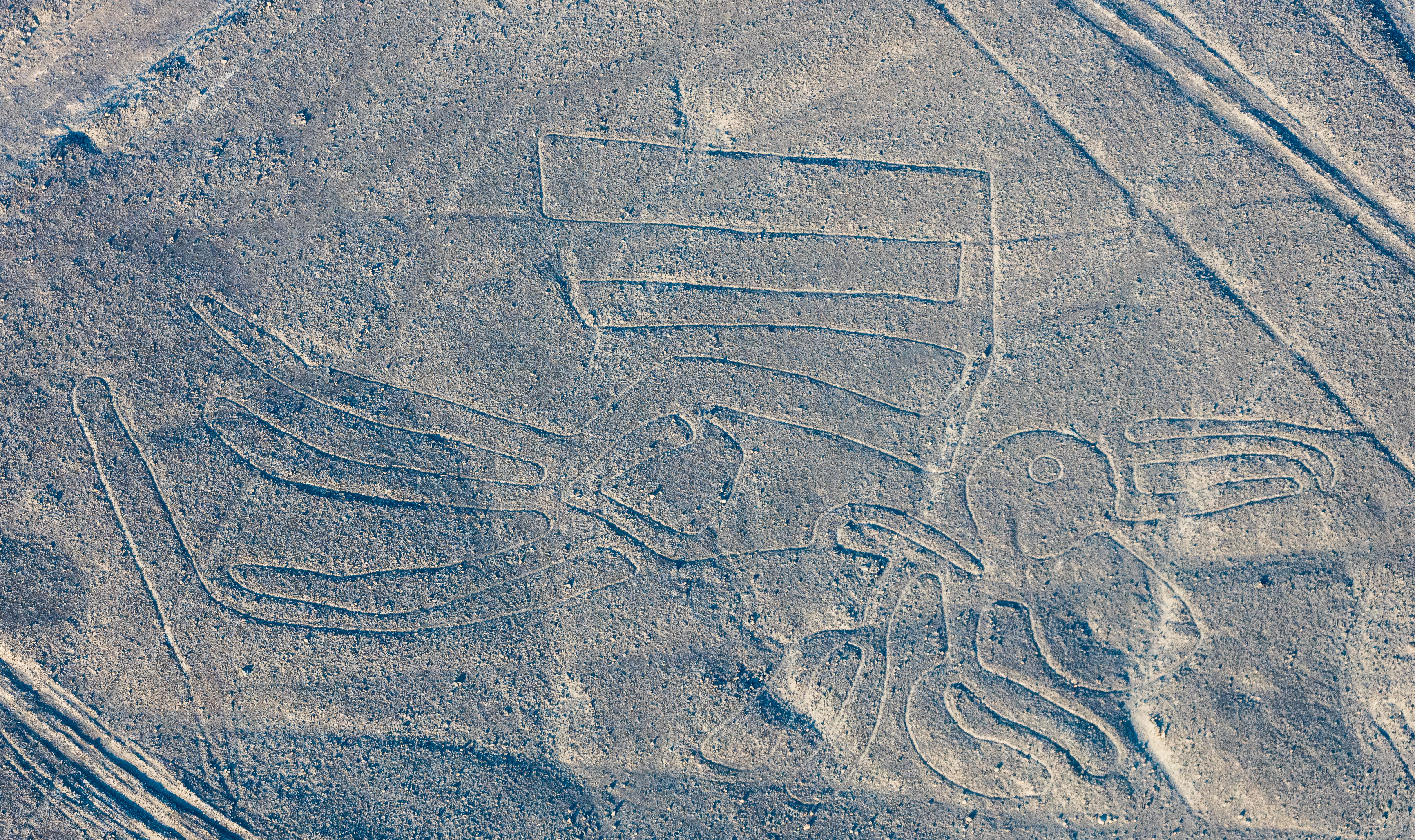
O pelicano

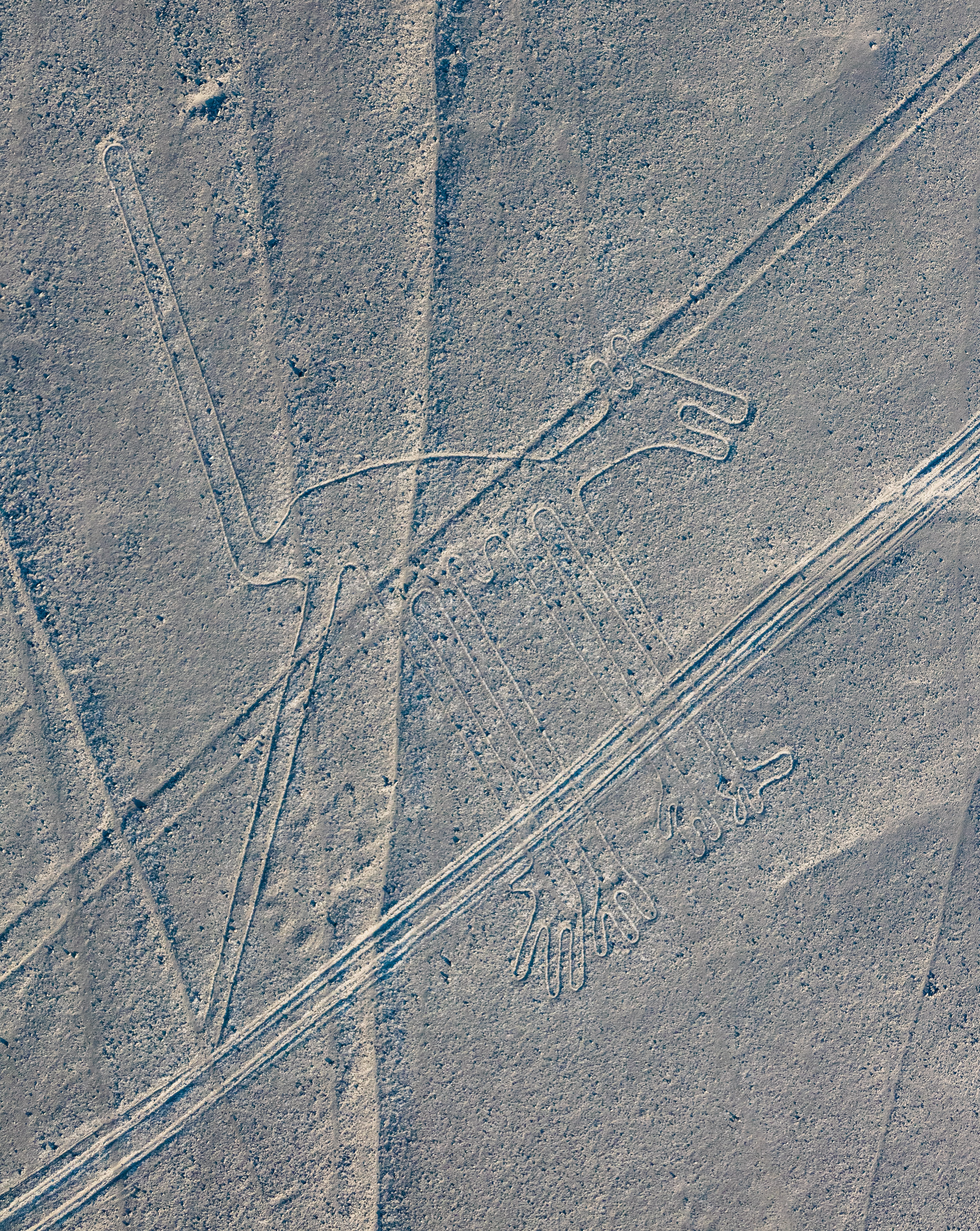
O cachorro

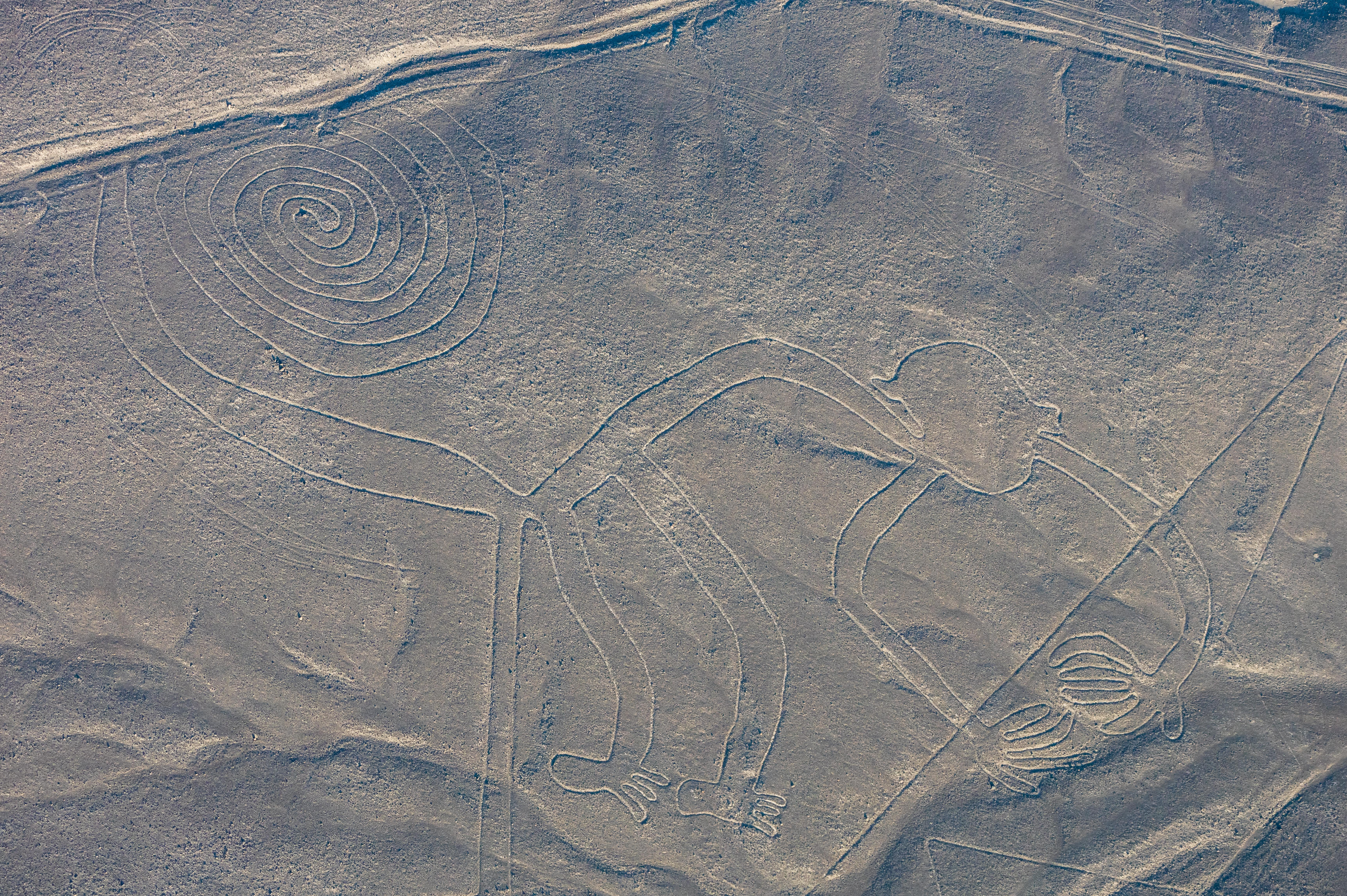
O macaco

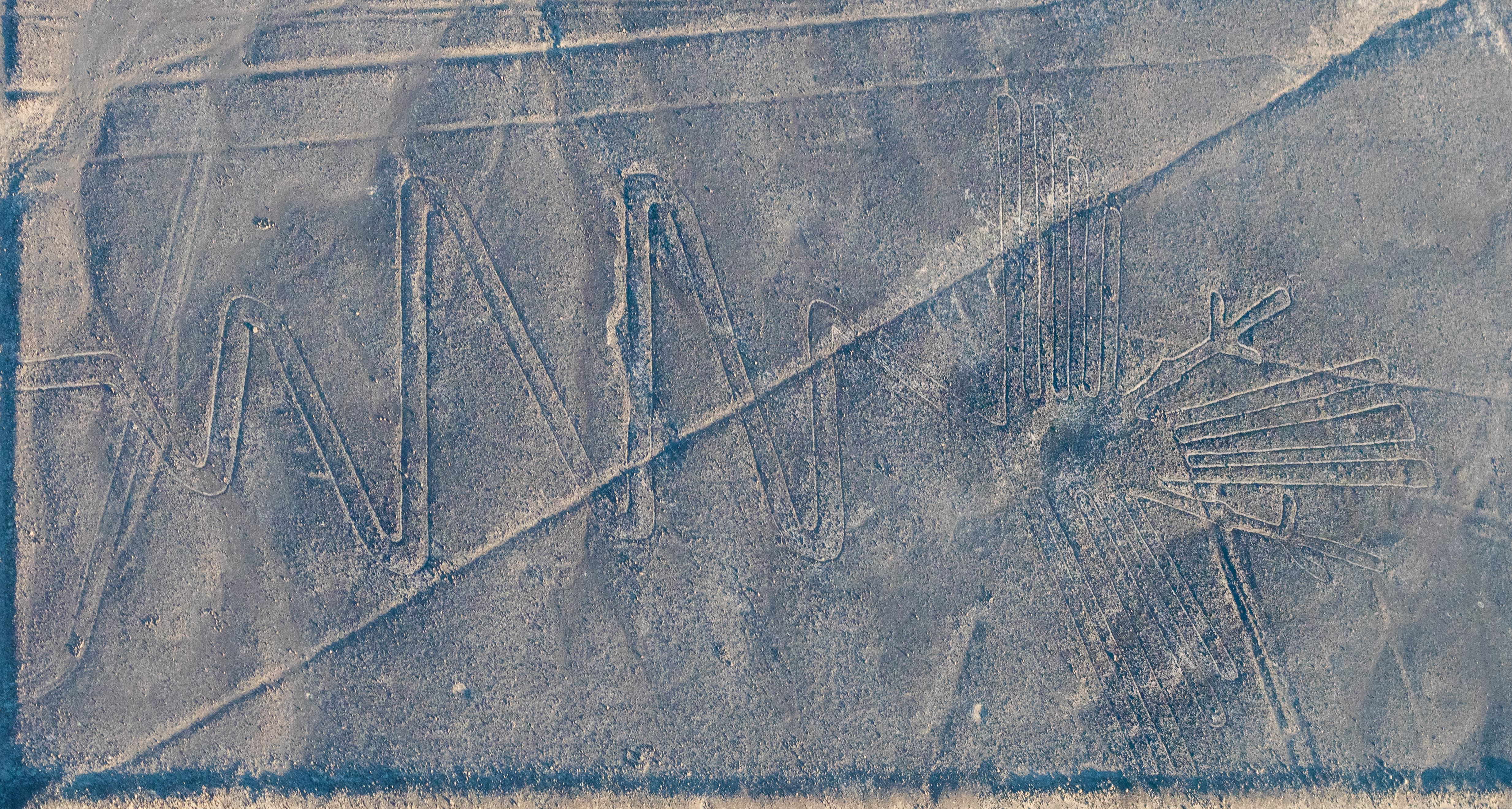
A garça

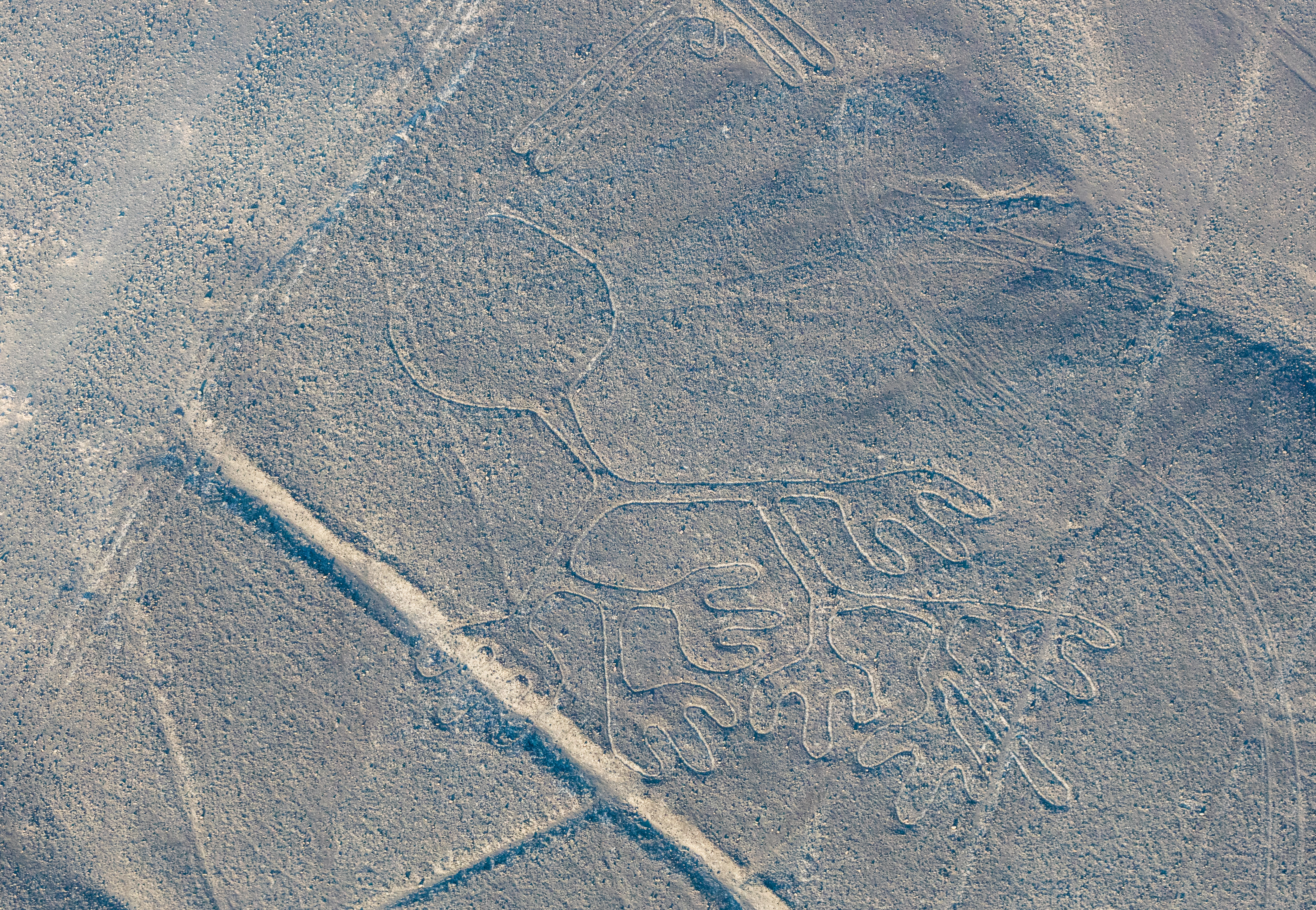
Glifos fitomórficos

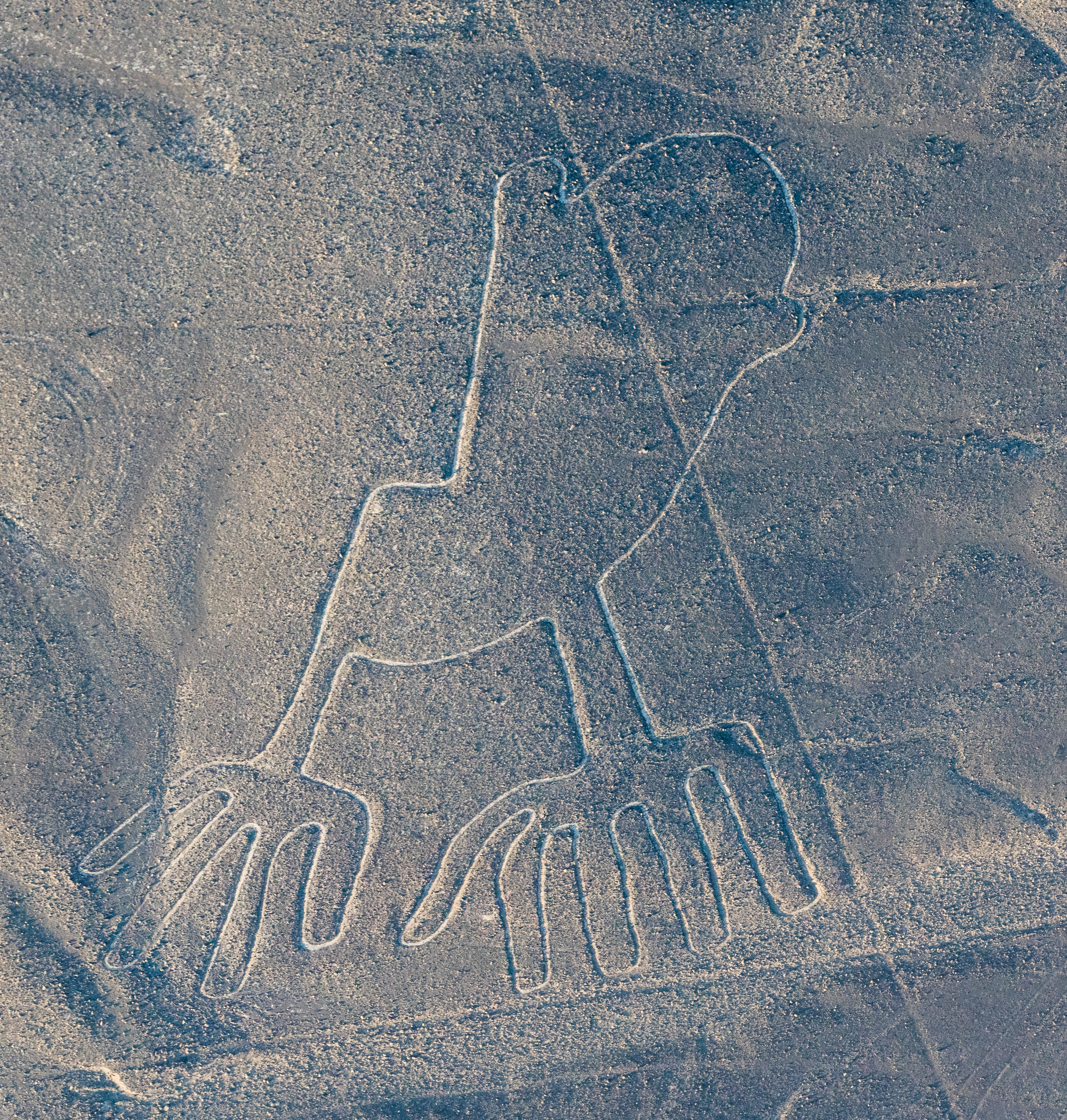
Mãos

Antropólogos, etnólogos e arqueólogos estudaram a antiga cultura de nasca para tentar determinar o propósito das linhas e figuras. Uma hipótese é que o povo nasca as criou para serem vistos por divindades no céu.[carece de fontes?]
Paul Kosok e Maria Reiche propuseram um propósito relacionado à astronomia e cosmologia, como tem sido comum em monumentos de outras culturas antigas: as linhas deveriam funcionar como uma espécie de observatório, para apontar para os lugares no horizonte distante onde o sol e outros corpos celestes surgiram ou se puseram nos solstícios. Muitas culturas indígenas pré-históricas nas Américas e em outros lugares construíram obras que combinavam tais avistamentos astronômicos com sua cosmologia religiosa, como fez a cultura do mississipiana tardia em Cahokia e outros locais nos atuais Estados Unidos. Outro exemplo é Stonehenge na Inglaterra, Reino Unido. Newgrange, na Irlanda, tem túmulos orientados para a entrada de luz no solstício de inverno.[carece de fontes?]
Gerald Hawkins e Anthony Aveni, especialistas em arqueoastronomia, concluíram em 1990 que as evidências eram insuficientes para apoiar tal explicação astronômica.
Maria Reiche afirmou que algumas ou todas as figuras representavam constelações. Em 1998, Phyllis B. Pitluga, protegida de Reiche e astrônomo sênior do Adler Planetarium em Chicago, concluiu que as figuras de animais eram "representações de formas celestiais". De acordo com o The New York Times, Pitluga "afirma que não são formas de constelações, mas do que pode ser chamado de contra-constelações, as manchas escuras de formato irregular dentro da extensão cintilante da Via Láctea."
Alberto Rossell Castro (1977) propôs uma interpretação multifuncional dos geoglifos. Ele os classificou em três grupos: o primeiro parecia ser rastros ligados à irrigação e divisão do campo, o segundo são linhas que são machados ligados a montes de pedras e o terceiro estava ligado a interpretações astronômicas.
Henri Stierlin, um historiador de arte suíço especializado no Egito e no Oriente Médio, publicou um livro em 1983 ligando as Linhas de Nazca à produção de tecidos antigos que os arqueólogos encontraram envolvendo múmias da cultura paracas. 
O primeiro estudo sistemático de campo dos geoglifos foi feito por Markus Reindel e Johny Cuadrado Island. Desde 1996, eles documentaram e escavaram mais de 650 locais. Eles compararam a iconografia das linhas à cerâmica das culturas. Como arqueólogos, eles acreditam que os motivos figurativos dos geoglifos podem ser datados de terem sido feitos entre 600 a.C. e 200 a.C..[carece de fontes?]
Com base nos resultados de investigações geofísicas e na observação de falhas geológicas, David Johnson argumentou que alguns geoglifos seguiram os caminhos de aquíferos dos quais aquedutos (ou puquios) coletavam água.
Nicola Masini e Giuseppe Orefici realizaram pesquisas na Pampa de Atarco, cerca de 10 km ao sul do Pampa de Nasca, que eles acreditam revelar uma relação espacial, funcional e religiosa entre esses geoglifos e os templos de Cahuachi. Em particular, usando técnicas de sensoriamento remoto (de satélites e drones), eles investigaram e encontraram "cinco grupos de geoglifos, cada um deles caracterizado por um motivo e forma específicos, associados a uma função distinta." Eles identificaram um geoglifo cerimonial, caracterizado por motivos sinuosos. Outro está relacionada ao propósito calendárico, conforme comprovado pela presença de centros radiais alinhados ao longo das direções do solstício de inverno e do pôr do sol do equinócio. Assim como estudiosos anteriores, os dois italianos acreditam que os geoglifos eram locais de eventos ligados ao calendário agrícola. Isso também serviu para fortalecer a coesão social entre vários grupos de peregrinos, que compartilhavam ancestrais e crenças religiosas comuns.[carece de fontes?]
Um estudo recente das linhas usando hidrogeologia e tectônica mostra que muitas das linhas são características utilitárias nascidas da necessidade de aproveitar e gerenciar os recursos de água doce em um ambiente desértico e refletem o movimento geral da água de superfície descendo a encosta.

## Explicações alternativas

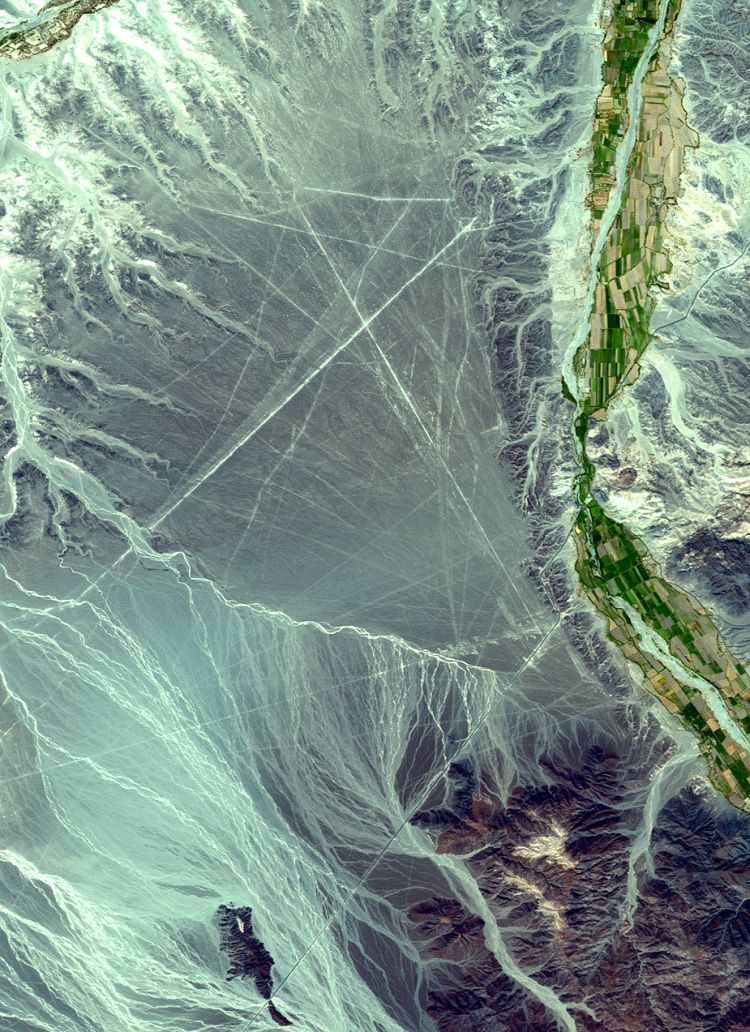
Imagem de satélite de uma área contendo linhas: o norte está à direita (coordenadas:)

Outras teorias eram de que as linhas geométricas poderiam indicar fluxo de água ou esquemas de irrigação, ou fazer parte de rituais para "convocar" água. As aranhas, pássaros e plantas podem ser símbolos de fertilidade. Também foi teorizado que as linhas poderiam funcionar como um calendário astronômico.
Phyllis Pitluga, astrônoma sênior do Planetário Adler e protegida de Reiche, realizou estudos de alinhamento de estrelas auxiliados por computador. Ela afirmou que a figura da aranha gigante é um diagrama anamórfico da constelação de Orion. Ela ainda sugeriu que três das linhas retas que conduzem à figura foram usadas para rastrear as mudanças de declínio das três estrelas do Cinturão de Orion. Em uma crítica de sua análise, o Dr. Anthony F. Aveni observou que ela não deu conta das outras doze linhas da figura.[carece de fontes?]

Ele comentou geralmente sobre as conclusões dela, dizendo:
"Eu realmente tive problemas para encontrar boas evidências para apoiar o que ela afirmava. Pitluga nunca estabeleceu os critérios para selecionar as linhas que escolheu medir, nem prestou muita atenção aos dados arqueológicos que Clarkson e Silverman haviam descoberto. Seu caso fazia pouca justiça a outras informações sobre as culturas costeiras, exceto aplicar, com contorções sutis, as representações de Urton das constelações das terras altas. Como a historiadora Jacquetta Hawkes poderia perguntar: ela estava conseguindo o pampa que desejava?
Jim Woodman  teorizou que as linhas não poderiam ter sido feitas sem alguma forma de voo para observar as figuras adequadamente. Com base em seu estudo da tecnologia disponível, ele sugere que um balão de ar quente era o único meio de voo possível no momento da construção. Para testar essa hipótese, Woodmann fez um balão de ar quente usando materiais e técnicas que ele sabia estarem disponíveis para o povo nasca. O balão voou, de certo modo. A maioria dos estudiosos rejeitou a tese de Woodmann como ad hoc, devido à falta de qualquer evidência de tais balões.

## Preservação e preocupações ambientais
Pessoas que tentam preservar as linhas estão preocupadas com as ameaças de poluição e erosão causadas pelo desmatamento na região.[carece de fontes?]
Após inundações e deslizamentos de terra na área em meados de fevereiro de 2007, Mario Olaechea Aquije, residente arqueológico do Instituto Nacional de Cultura do Peru, e uma equipe de especialistas pesquisaram a área. Ele disse que "deslizamentos de terra e chuvas fortes não parecem ter causado nenhum dano significativo às Linhas de Nazca". Ele observou que a Rodovia Pan-Americana nas proximidades sofreu danos e "os danos causados às estradas deveriam servir como um lembrete de quão frágeis são essas figuras".
Em 2012, invasores ocuparam terras na área, danificando um cemitério da era nasca e permitindo que seus porcos tivessem acesso a parte das terras.
Em 2013, foi relatado que o maquinário usado em uma pedreira de calcário destruiu uma pequena seção de uma linha e causou danos a outra.
Em dezembro de 2014, surgiu uma polêmica envolvendo a atividade do Greenpeace no local, quando ativistas  colocaram um banner dentro das linhas de um dos geoglifos, inadvertidamente danificando o local. O Greenpeace emitiu um pedido de desculpas após o incidente, embora um dos ativistas tenha sido condenado e multado por sua participação em causar danos.
O incidente do Greenpeace também chamou a atenção para outros danos a geoglifos fora da área do Patrimônio Mundial causados em 2012 e 2013 por veículos off-road do Rali Dakar, o que é visível a partir de imagens de satélite.
Em janeiro de 2018, um motorista de caminhão errante foi preso, mas posteriormente liberado por falta de evidências que indiquem qualquer intenção diferente de um simples erro. Ele danificou três dos geoglifos, deixando marcas substanciais de pneus em uma área de aproximadamente 46 m por 107 m.

## Glifos de Palpas
A cultura paracas é considerada por alguns historiadores a possível precursora que influenciou o desenvolvimento das Linhas de Nazca. Em 2018, drones usados por arqueólogos revelaram 25 geoglifos na província de Palpa que estão sendo atribuídos à cultura paracas. Muitos são anteriores às linhas de Nazca em mil anos. Alguns demonstram uma diferença significativa nos temas e locais, como o fato de alguns estarem em encostas. Seu co-descobridor, o arqueólogo peruano Luis Jaime Castillo Butters, indica que muitos desses geoglifos recém-descobertos representam guerreiros.

## Glifos de Chinchas
Mais ao norte da região de Nazca, Palpas e ao longo da costa peruana estão outros glifos da cultura chincha que também foram descobertos.